# Reinhard Fischer (Architekt)

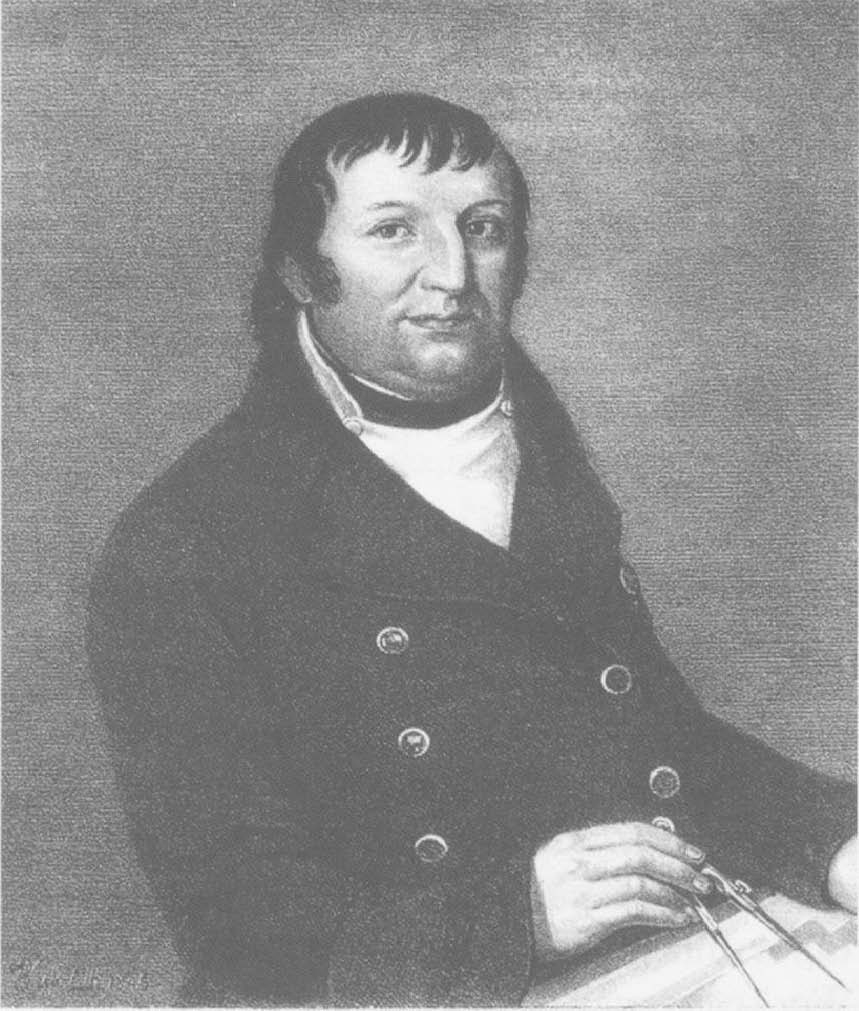
Reinhard Fischer

Reinhard Ferdinand Heinrich Fischer (* 18. Juni 1746 in Stuttgart, Herzogtum Württemberg; † 25. Juni 1813 in Stuttgart, Königreich Württemberg) war ein bedeutender Architekt des Schwäbischen Klassizismus, Professor der Zivilbaukunst, Dekan der Fakultät der Freien Künste an der Hohen Karlsschule, Hofbaumeister, Obrist und Oberbaudirektor am Hofe Herzog Carl Eugens von Württemberg.

## Leben und Werk

### Herkunft und Werdegang
Fischer war offiziell der Sohn des herzoglichen Hofkammerrates und ersten Küchenmeisters Friedrich Johann Ernst Fischer (1695–1753) und seiner Ehefrau Magdalena Barbara geb. Castenbauer (1718–1786), war aber möglicherweise ein illegitimer Sohn des Herzogs. Sein jüngerer Bruder Friedrich Christoph Jonathan Fischer (1750–1797) wurde später Professor für Staats- und Lehnrecht sowie Kulturhistoriker.
Fischer besuchte das Gymnasium illustre in Stuttgart, aus dem 1881 das Eberhard-Ludwigs-Gymnasium und das Karls-Gymnasium hervorgingen. Danach absolvierte er Ausbildungen bei dem Bildhauer Johann Christoph Friedrich Beyer und ab etwa 1760 bei dem Maler Nicolas Guibal. Zum Architekten bildete ihn Philippe de La Guêpière aus.
1771 wurde er Lehrer an der Pflanzschule, 1773 Hofarchitekt, 1774 Hauptmann, 1775 „Professor für Civilbaukunst“ an der Militärakademie (der späteren Hohen Karlsschule), 1797 Major und Oberbaudirektor. 1802 zog er sich in den Ruhestand zurück.
1774 ist er der neu gegründeten Freimaurerloge Zu den 3 Cedern in Stuttgart beigetreten.

### Bauten

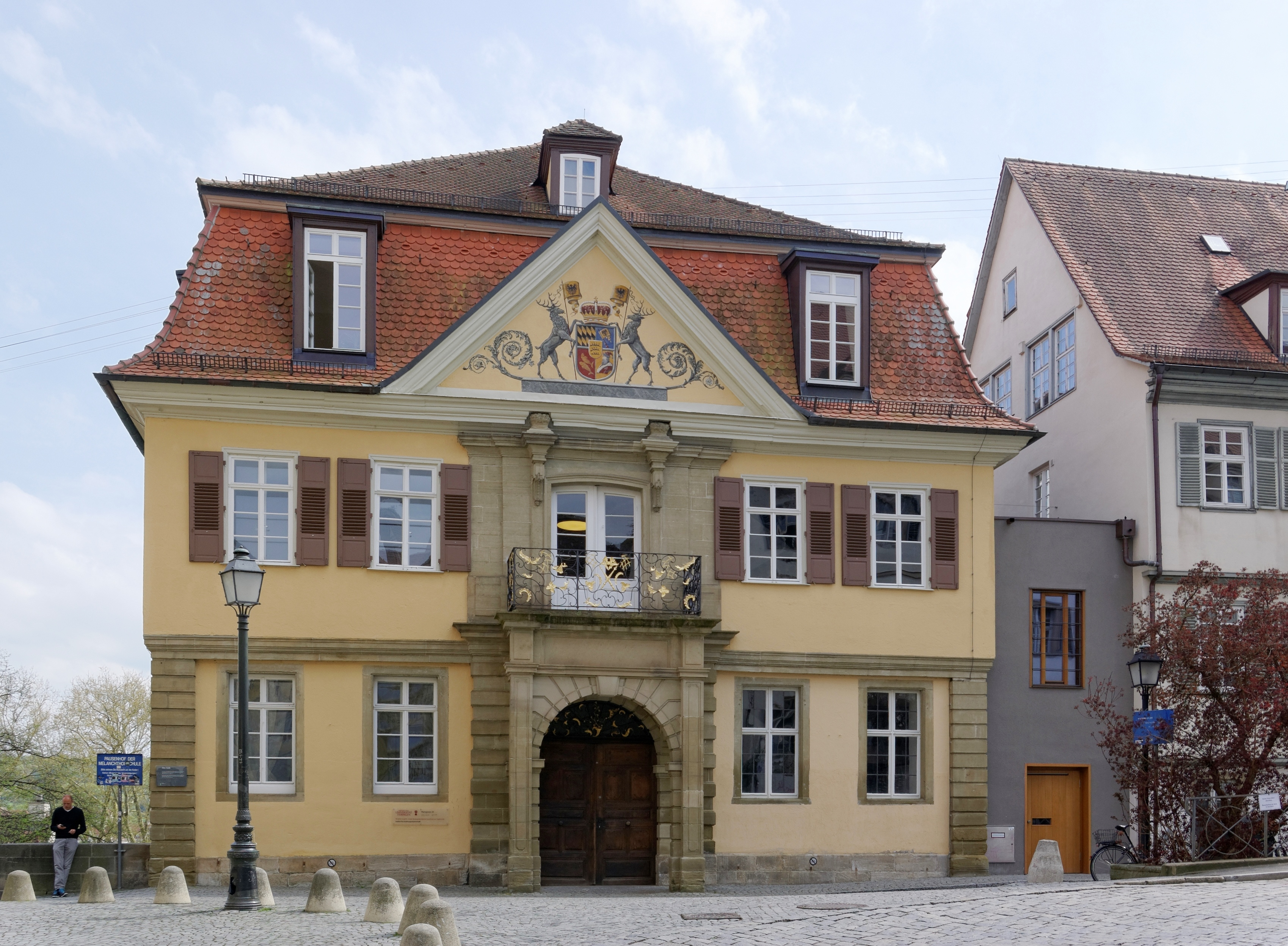
Die Alte Aula in Tübingen wurde von Fischer renoviert

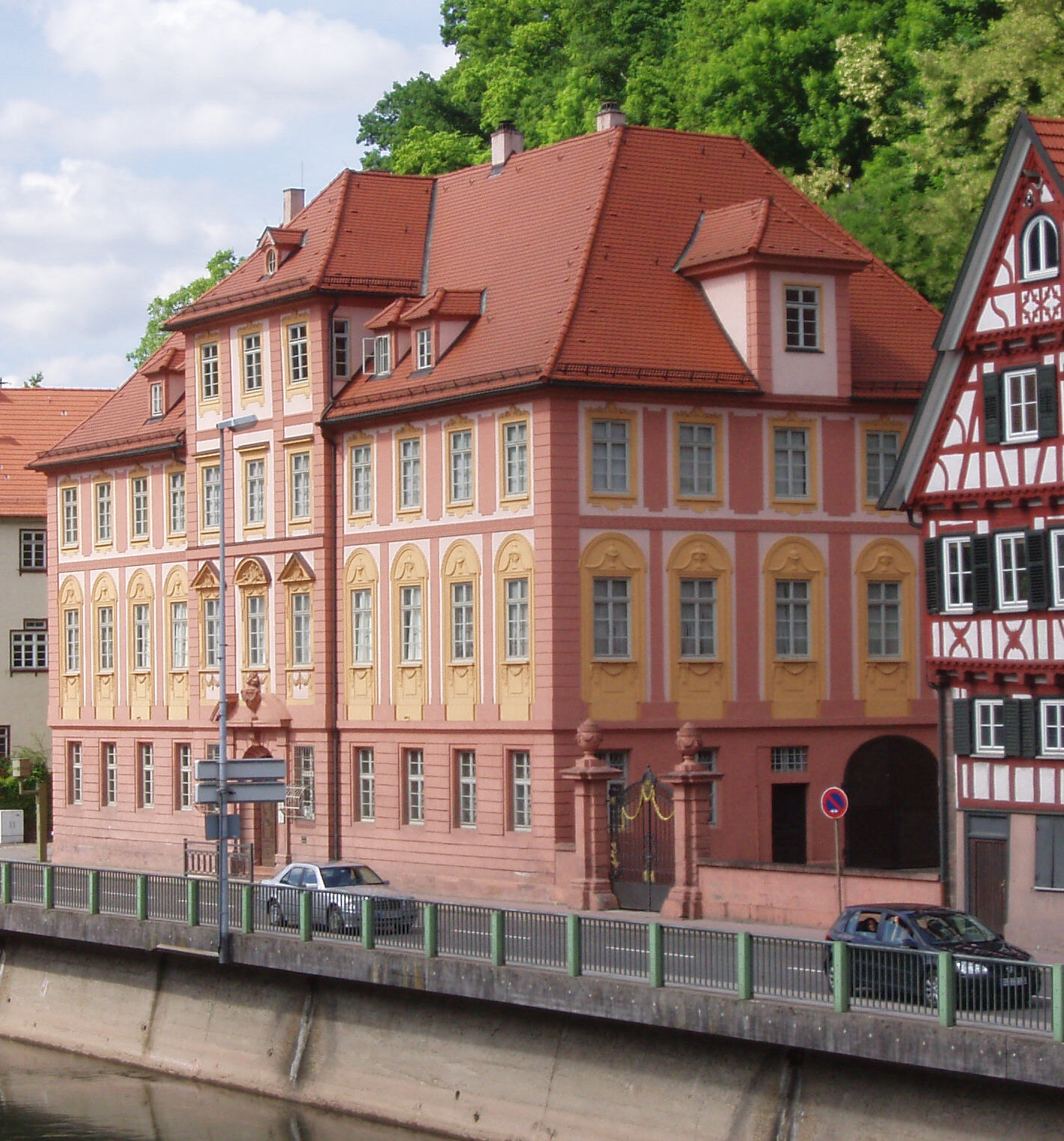
Das Palais Vischer in Calw

Fischer war am Bau der Eberhardskirche in der Stuttgarter Königstraße, des Neuen Schlosses (1807), des Hohenheimer Schlosses, für das er eine umfangreiche Reitanlage plante, der Solitude, des Fasanengartens in Weilimdorf und des ersten Bärenschlössles (1768) in Stuttgart beteiligt.
Zum 300-jährigen Jubiläum der Universität Tübingen im Jahr 1777 baute Fischer die Alte Aula um, eines der ältesten Gebäude der Universität.
Ferner war Fischer der Baumeister der frühklassizistischen Franziska-Kirche in Birkach, die Carl Eugen 1780 Franziska von Hohenheim und der Bevölkerung von Birkach schenkte. Nach Carl Eugens Tod (1793) gestaltete Fischer das Schloss Kirchheim als Witwensitz für Franziska von Hohenheim um.
Zu den Privatbauten Fischers zählen das für den Calwer Handelsherrn Johann Martin Vischer errichtete Palais Vischer (1787–1791) und das Haus Reichert in Calw sowie zahlreiche jedoch meist zerstörte Wohnbauten in Stuttgart. Auch das Haus seines Schwagers, des Regierungsrats Carl Friedrich Feuerlein in der Stuttgarter Friedrichstraße 46, wurde von Reinhard Fischer errichtet, musste aber später dem im Zweiten Weltkrieg zerstörten Gebäude der 1869 gegründeten Württembergischen Vereinsbank weichen.

## Familie

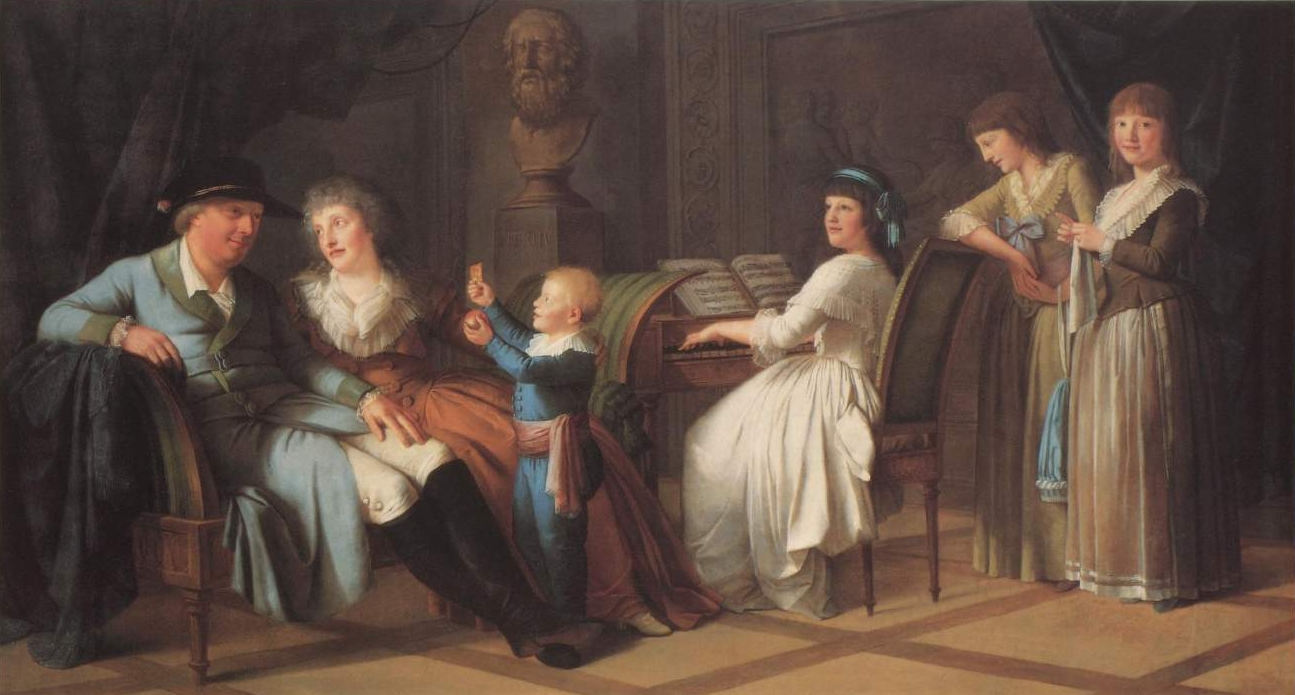
Fischers Familie nach Philipp Friedrich Hetsch.

Fischer vermählte sich 1773 in Stuttgart mit Juliana Charlotte Bilfinger (* 1753; † nach 1806), einer Tochter des Regierungsrates und Hofgerichtsassessors Friedrich Ferdinand Bilfinger († 1761) aus Stuttgart und dessen Ehefrau Juliane Charlotte Vollmann. Die Familie Bilfinger war weit verzweigt. Der preußische Geheime Legationsrat Wendel von Bilfinger (1758–1835) wurde Fischers Schwager und seine Schwägerin Christiane Luise Bilfinger heiratete den preußischen Gesandten im Schwäbischen Kreis Johann Georg von Madeweiss. Der Ehe von Reinhard Ferdinand Heinrich Fischer und seiner Frau Juliane entsprossen der Sohn Ferdinand und die Töchter Frierike Luise, Heinrike Franziska und Franziska Juliane.
- Karl Reinhard Ferdinand Fischer (1784–1860), Architekt, Oberbaurat, württembergischer Personaladel seit 1841, 1834–1852 Professor und Vorstand der Polytechnischen Schule Stuttgart[13]
- Charlotte Juliane Franziska (1778–1826)

⚭ Philipp Friedrich von Hetsch (1758–1838), Maler
⚭ Daniel Friedrich von Volz (* 1764), württembergischer Personaladel 1847, Kreisarchivar und Pupillenrat

## Literatur

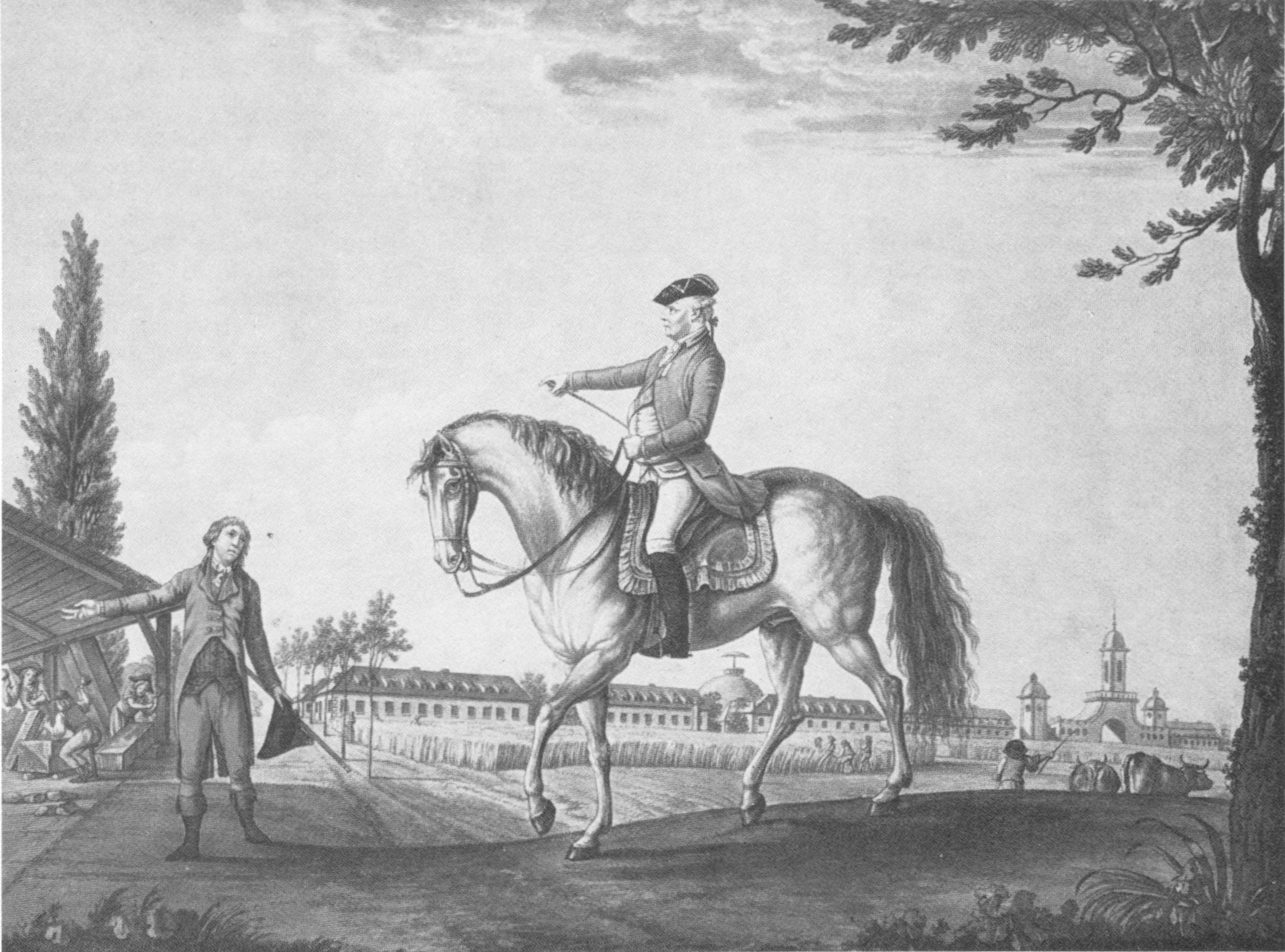
Viktor Heideloff: Herzog Carl Eugen erteilt seinem Baumeister Fischer Anweisungen.